# Карлов (Мекленбург)
Карлов (нем. Carlow) — община в Германии, в земле Мекленбург-Передняя Померания. Входит в состав района Северо-Западный Мекленбург. Подчиняется управлению Рена. Занимает площадь 31,30 км².
Первое упоминание относится к 1158 году.
В честь этого городка получила фамилию графиня Карлова, морганатическая супруга герцога Георгия Георгиевича Мекленбург-Стрелицкого.

## Население
Население составляет 1242 человека (на 31 декабря 2010 года).
| Год  | Численность | Численность |
| ---- | ----------- | ----------- |
| 2014 | 1190        | [ 5 ]       |
| 2017 | 1216        | [ 1 ]       |
| 2019 | 1207        | [ 6 ]       |
| 2021 | 1223        | [ 7 ]       |
| 2022 | 1226        | [ 8 ]       |
| 2023 | 1236        | [ 2 ]       |